# Bach (Todtenweis)
Bach is een kern liggende in de Duitse gemeente Todtenweis.

## Geschiedenis
De naam Bach verschijnt voor het eerst in 1280 in een document van Hertog Lodewijk van Beieren.
Er stond ook een burcht op 300 meter ten zuidwesten van Bach waarvan nog geografische resten te zien zijn. Deze burcht werd waarschijnlijk door Augsburgse troepen verwoest.